# Saison 2011 des Dodgers de Los Angeles
La Saison 2011 des Dodgers de Los Angeles est la 129e saison en Ligue majeure pour cette franchise (120e en Ligue nationale et 54e à Los Angeles).
Les Dodgers, dirigés pour la première année par Don Mattingly, connaissent une première moitié de saison difficile mais se ressaisissent après la pause du match des étoiles et remportent 41 parties sur 69 après le 12 juillet. Ils terminent en troisième place de la division Ouest de la Ligue nationale avec 82 victoires et 79 défaites.

## Intersaison

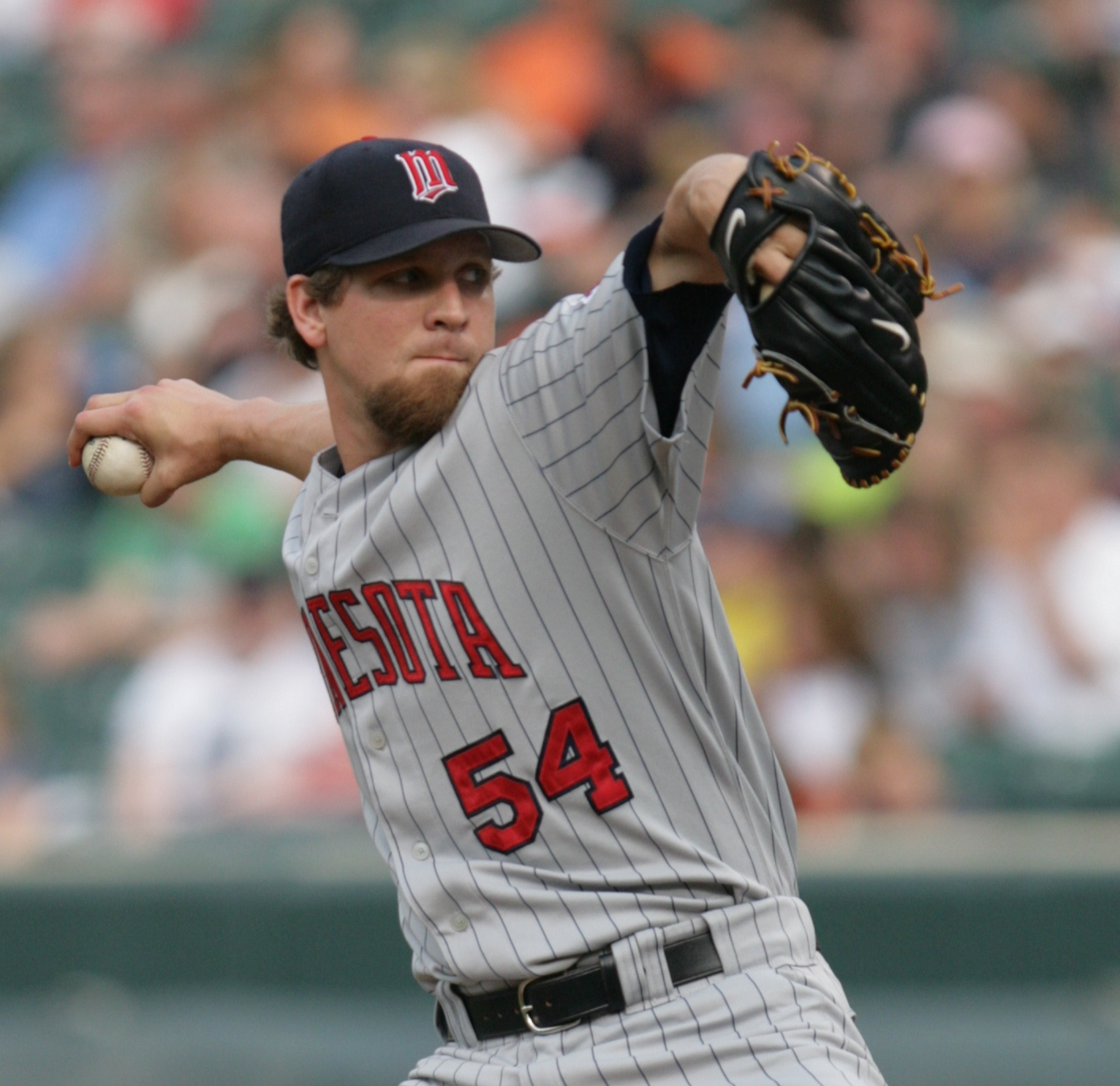
Matt Guerrier rejoint les Dodgers

### Arrivées
Le lanceur partant Jon Garland rejoint les Dodgers le 26 novembre 2010. Il paraphe un contrat d'un an contre cinq millions de dollars. De plus, une option pour la saison 2012 figure également au contrat.
Le 30 novembre, le club annonce la conclusion d'un échange avec les Cardinals de Saint-Louis. Les Dodgers cèdent l'arrêt-court Ryan Theriot en retour du releveur Blake Hawksworth. Le même jour, le joueur de champ intérieur Juan Uribe s'engage pour trois saisons.
Le joueur de champ extérieur Tony Gwynn, Jr. paraphe un contrat d'un an en faveur des Dodgers le 8 décembre. Il est officiellement intégré à l'effectif du club le 11, après les contrôles médicaux de rigueur.
Le receveur Dioner Navarro, déjà Dodger de 2005 à 2006, signe au club pour une saison le 14 décembre.
Le lanceur Matt Guerrier s'engage pour trois saisons avec les Dodgers le 16 décembre pour douze millions de dollars.
Le joueur de champ extérieur Marcus Thames signe un contrat pour trois saisons le 18 janvier 2011.

### Départs
Charlie Haeger, Justin Miller, George Sherrill, Jeff Weaver, Russell Martin, Ronnie Belliard, Reed Johnson, Scott Podsednik deviennent agents libres et quittent le club. Ryan Theriot et Chin-Lung Hu sont échangés. Brad Ausmus prend sa retraite.

### Prolongations de contrats
Le 15 novembre, le lanceur Hiroki Kuroda prolonge d'une saison pour douze millions de dollars. Vicente Padilla, Jay Gibbons et Rod Barajas s'engagent également pour une année supplémentaire. Juan Castro et Trent Oeltjen prolongent eux d'une saison via des contrats de ligues mineures.

### Cactus League
36 rencontres de préparation sont programmées du 26 février au 30 mars à l'occasion de cet entraînement de printemps 2011 des Dodgers. Le seul jour de repos est prévu le 16 février.
Avec 14 victoires et 21 défaites, les Dodgers terminent douzièmes de la Cactus League et enregistrent la treizième meilleure performance des clubs de la Ligue nationale.

## Saison régulière

### Classement
| Ligue nationale (Division Ouest) | V  | D  | %    | GB  |
| -------------------------------- | -- | -- | ---- | --- |
| Diamondbacks de l'Arizona        | 94 | 68 | .580 | -   |
| Giants de San Francisco          | 86 | 76 | .531 | 8   |
| Dodgers de Los Angeles           | 82 | 79 | .509 | 11½ |
| Rockies du Colorado              | 73 | 89 | .451 | 21  |
| Padres de San Diego              | 71 | 91 | .438 | 23  |

### Résultats
| Légende              | Légende             | Légende       |
| victoire des Dodgers | défaite des Dodgers | match reporté |
| -------------------- | ------------------- | ------------- |

#### Mars-Avril
Les Dodgers ouvrent leur saison à domicile le 31 mars face aux Giants de San Francisco.
Le match du 8 avril chez les Padres de San Diego connaît quatre interruptions d'une durée totale de trois heures et 37 minutes en raison de la pluie. Débuté dans un stade bien garni, le match se joue à partir de la sixième manche dans un stade quasi désert. Au commentaire du match pour les Dodgers, Vin Scully a ce mot : « on pourrait nommer les spectateurs un par un. ». Une nouvelle averse stoppe la partie en haut de neuvième de manche avec une égalité à deux partout au tableau d'affichage. Le match est officiellement suspendu à 1h45 locale.
Bud Selig annonce le 20 avril la mise sous tutelle financière des Dodgers. Depuis son rachat par Frank McCourt en 2004, la franchise affiche 459 millions de dollars de déficits cumulés en cinq saisons.

#### Mai
| #  | Date    | Adversaire   | Score | Victoire      | Défaite       | Sauvetage   | Affluence | Bilan |
| -- | ------- | ------------ | ----- | ------------- | ------------- | ----------- | --------- | ----- |
| 29 | 1er mai | Padres       | 7 - 0 | Moseley (1-3) | Garland (1-2) |             | 39 869    | 14-15 |
| 30 | 2 mai   | Cubs         | 2 - 5 | Kershaw (3-3) | Russell (1-4) | Broxton (7) | 30 239    | 15-15 |
| 31 | 3 mai   | Cubs         |       |               |               |             |           |       |
| 32 | 4 mai   | Cubs         |       |               |               |             |           |       |
| 33 | 6 mai   | @ Mets       |       |               |               |             |           |       |
| 34 | 7 mai   | @ Mets       |       |               |               |             |           |       |
| 35 | 8 mai   | @ Mets       |       |               |               |             |           |       |
| 36 | 9 mai   | @ Pirates    |       |               |               |             |           |       |
| 37 | 10 mai  | @ Pirates    |       |               |               |             |           |       |
| 38 | 11 mai  | @ Pirates    |       |               |               |             |           |       |
| 39 | 12 mai  | @ Pirates    |       |               |               |             |           |       |
| 40 | 13 mai  | Diamondbacks |       |               |               |             |           |       |
| 41 | 14 mai  | Diamondbacks |       |               |               |             |           |       |
| 42 | 15 mai  | Diamondbacks |       |               |               |             |           |       |
| 43 | 16 mai  | Brewers      |       |               |               |             |           |       |
| 44 | 17 mai  | Brewers      |       |               |               |             |           |       |
| 45 | 18 mai  | Giants       |       |               |               |             |           |       |
| 46 | 19 mai  | Giants       |       |               |               |             |           |       |
| 47 | 20 mai  | @ White Sox  |       |               |               |             |           |       |
| 48 | 21 mai  | @ White Sox  |       |               |               |             |           |       |
| 49 | 22 mai  | @ White Sox  |       |               |               |             |           |       |
| 50 | 23 mai  | @ Astros     |       |               |               |             |           |       |
| 51 | 24 mai  | @ Astros     |       |               |               |             |           |       |
| 52 | 25 mai  | @ Astros     |       |               |               |             |           |       |
| 53 | 27 mai  | Marlins      |       |               |               |             |           |       |
| 54 | 28 mai  | Marlins      |       |               |               |             |           |       |
| 55 | 29 mai  | Marlins      |       |               |               |             |           |       |
| 56 | 30 mai  | Rockies      |       |               |               |             |           |       |
| 57 | 31 mai  | Rockies      |       |               |               |             |           |       |

## Draft
La Draft MLB 2011 se tient du 6 au 8 juin 2011 à Secaucus (New Jersey). Les Dodgers ont le seizième choix.

## Affiliations en ligues mineures
| Niveau     | Equipe                  | Ligue                   | Manager         | Vic. | Déf. | Classement |
| ---------- | ----------------------- | ----------------------- | --------------- | ---- | ---- | ---------- |
| AAA        | Albuquerque Isotopes    | Pacific Coast League    | Lorenzo Bundy   |      |      |            |
| AA         | Chattanooga Lookouts    | Southern League         | Carlos Subero   |      |      |            |
| Advanced A | Rancho Cucamonga Quakes | California League       | Juan Bustabad   |      |      |            |
| A          | Great Lakes Loons       | Midwest League          | John Shoemaker  |      |      |            |
| Rookie     | Ogden Raptors           | Pioneer League          | Damon Berryhill |      |      |            |
| Rookie     | AZL Dodgers             | Arizona League          | Jody Reed       |      |      |            |
| Rookie     | DSL Dodgers             | Dominican Summer League | Pedro Mega      |      |      |            |